# Berner Voralpen
Berner Voralpen – grupa górska w Schweizer Voralpen, części Alp Zachodnich. Leży w Szwajcarii, w kantonie Berno. Najwyższym szczytem jest Schilthorn, który osiąga wysokość 2970 m. Jest to najwyższy region Schweizerische Voralpen.
Pasmo to graniczy z: Wyżyną Szwajcarską (Mittelland) na północy, Luzerner Voralpen na północnym wschodzie, Alpami Berneńskimi na południowym wschodzie oraz Alpami Fryburskimi na zachodzie.
Najwyższe szczyty:
- Schilthorn - 2970 m,
- Faulhorn - 2681 m,
- Brienzer Rothorn - 2350 m,
- Männlichen - 2343 m.